# Argilloecia gonzalezi
Argilloecia gonzalezi is een mosselkreeftjessoort uit de familie van de Pontocyprididae. De wetenschappelijke naam van de soort is voor het eerst geldig gepubliceerd in 1996 door Barra, Aiello & Bonaduce.